# René Dagron
René Prudent Patrice Dagron  (17 de marzo de 1819 – 13 de junio de 1900) fue un fotógrafo e inventor. francés. Nació a Aillières-Beauvoir, Sarthe, Francia. El 21 de junio de 1859, se le concedió a Dagron la primera patente de la historia sobre microfotografía .  Dagron también es considerado el inventor de las Bijoux photographiques microscopiques (joyas fotográficas microscópicas) conocidas como Visores Stanhope o simplemente Stanhopes, dado que utilizó una modificación de la lente Stanhope para poder ver una fotografía microscópica encolada a un extremo de la lente.

## Primeros años
Se crio en la Francia rural pero la cambió por París a una edad temprana. En París se distinguió en el estudio de Física y Química. Como estudiante de química Dagron se interesó en los Daguerreotipos en el momento en que se anunció el proceso para producirlos, el 19 de agosto de 1839. Después de su graduación, Dagron abrió un estudio de retrato fotográfico en París,  en este estudio se fue familiarizando con los procesos de colodión húmedo y colodión-albumen de placa seca que más tarde adaptaría a sus técnicas de microfotografía.

## Visores Stanhope

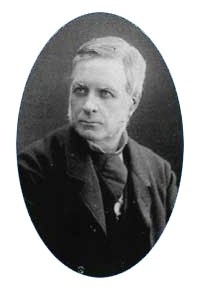
René Dagron

Al 1857 los microfilmes de John Benjamin Dancer fueron exhibidos en París por primera vez, Dagron vio su potencial inmediatamente y tuvo el chiste de utilizar el concepto de microfotografía para producir sencillos visores de microfilmes que él más tarde fabricó incorporándolos a productos innovadores como por ejemplo artículos para las tiendas de souvenirs y otras aplicaciones.
Fue el 1860, René cuando René Dagron creó un microvisor con la lupa de Stanhope. Las vistas estaban comprimidas dentro de una varilla de vidrio de 3 mm de diámetro y de 5 a 6 mm de longitud. El aumento es de alrededor 100 veces. Muy poco después del lanzamiento, Dagron encontró problemas con imitadores y personas que infringían sus patentes.
El 21 de junio de 1859, Dagron le fue concedida la primera patente de microfilme de la historia y al mismo año introdujo su miniatura fotográfica "Stanhope toys and jewels" (juguetes y joyas) durante la Exposición Internacional de París. Dagron hacía sus microfotografías con un aparato construido por el óptico francés Duboscq.
El 1862, Dagron exhibió sus miniaturas el Visor Stanhope durante la feria Internacional de Londres . A dicho Feria recibió una mención de honor y pudo presentar un conjunto de microfotografías a la Reina Victoria. El mismo año Dagron publicó su libro:  "Cylindres photo-microscopiques montes te non-montes sur bijoux, brevetes en France te al etranger". (traducido cómo: " cilindros fotomicroscòpics montados y no montados en joyas: patentados en Francia y en el extranjero").
El 1864 Dagron publicó el folleto de 36 páginas Traité de Photographie Microscopique en el cual describió con gran detalle el proceso que inventó para la producción de microfilmes positivos a partir de negativos de medida normal.  Se considera que la industria del microfilme fue creada por él, empezando el 1859 cuando obtuvo su patente.

## Guerra Franco-Prusiana

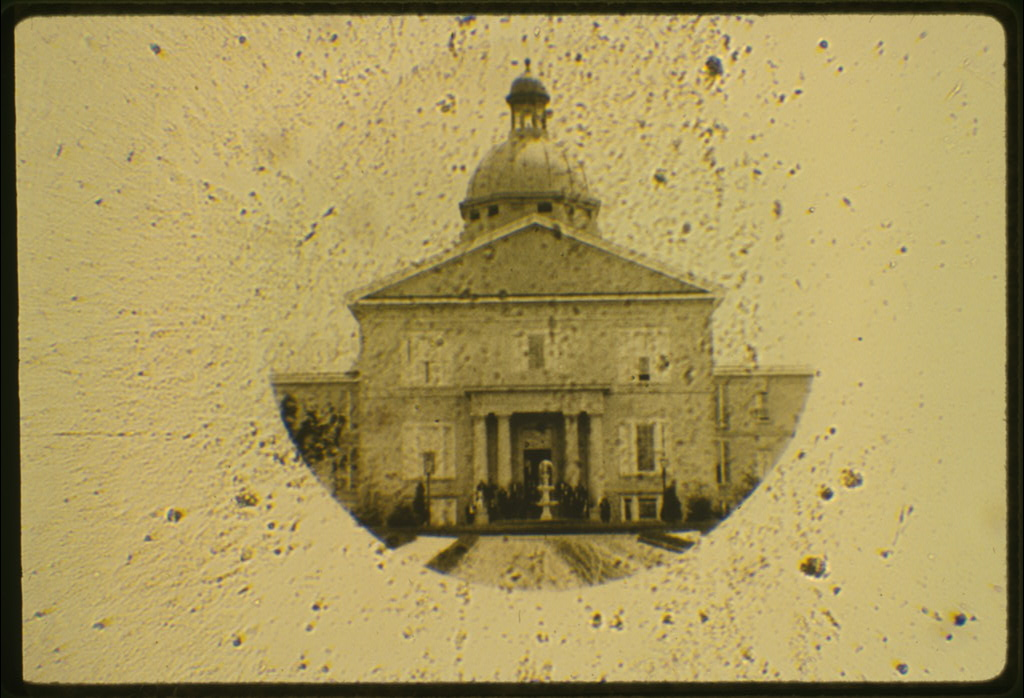
Una microfotografía de 1 mm de diámetro, can. 1858.

Durando el Asedio de París (1870–1871) por los ejércitos Prusianos Dagron proponer a las autoridades que utilizaran su proceso de microfotografía para transportar los mensajes con palomas mensajeras a través de las líneas alemanas.
Rampont, el hombre al cargo del programa de palomas mensajeros, estuvo de acuerdo y se firmó un contrato el 11 de noviembre. De acuerdo con el contrato se le tenía que pagar 15 francos por cada 1000 caracteres fotografiados. Una cláusula en el contrato, firmada por un funcionario llamado Picard, daba a Dagron el cargo "jefe del servicio de correspondencia postal foto-microscópica"  en francés:"M. Dagron a le titre de chef de service des correspondences postales photomicroscopiques. Il relève directement lleva Directeur Général des Puestas" ( traduit: "M. Dagron tiene el título de jefe del servicio de correspondencia postal foto-microscópica. Informa directamente al director general de la Oficina de Correos").
Después de un periodo de dificultades y por razón de las dificultades causadas por la guerra y la carencia de equipamiento, Dagron finalmente consiguió una reducción fotográfica de más de 40 diámetros. Los microfilmes de este modo pesaban aproximadamente 0.05 gramos cada uno y un paloma era capaz de traer hasta 20 a la vez. Hasta aquel momento una página de un mensaje podía ser copiada en un microfilm de aproximadamente 37 mm por 23 mm pero Dagron fue capaz de reducirlo a una medida de aproximadamente 11 mm por 6 mm que era una reducción significativa en el área de la micro-fotografía.
Dagron fotografió páginas de los diarios en su totalidad que después se convertían en fotografías en una miniatura. Una vez revelada se retiraba la película de colodión de la base de vidrio y se enrollaba firmemente en una forma cilíndrica que después se insertaba en los tubos miniatura que serían transportados fijados a las plumas de la cola de los palomas.  Una vez recibida la micro-fotografía se volvía a unir a un marco de vidrio y después se proyectaba con una mega-linterna mágica sobre una pantalla en la pared.  El mensaje contenido en el microfilme era transcrito o copiado entonces de la pared por un grupo de amanuenses.
Al 28 de enero de 1871, cuando París y el Gobierno de la defensa Nacional se rindieron, Dagron había entregado 115,000 mensajes en París por paloma mensajero .